# 45-я гвардейская танковая бригада

45-я гвардейская танковая Гусятинская ордена Ленина Краснознамённая орденов Суворова и Богдана Хмельницкого бригада — гвардейская танковая бригада Красной армии ВС СССР, в годы Великой Отечественной войны.
Условное наименование — войсковая часть полевая почта (в/ч пп) № 29463.
Сокращённое наименование — 45 гв. тбр

## История формирования
Свою историю ведёт от сформированной в городе Владимире 31 марта 1942 года 200-й танковой бригады.
За проявленные личным составом в боях с немецко-фашистскими захватчиками героизм, отвагу, стойкость, организованность, высокое воинское мастерство и дисциплину приказом НКО СССР № 306 от 23 октября 1943 года преобразована в гвардейскую танковую бригаду в составе 11-го гвардейского танкового корпуса. Новый номер «45-я гвардейская танковая бригада» присвоен директивой ГШ КА № Орг/3/141088 от 31 октября 1943 года.

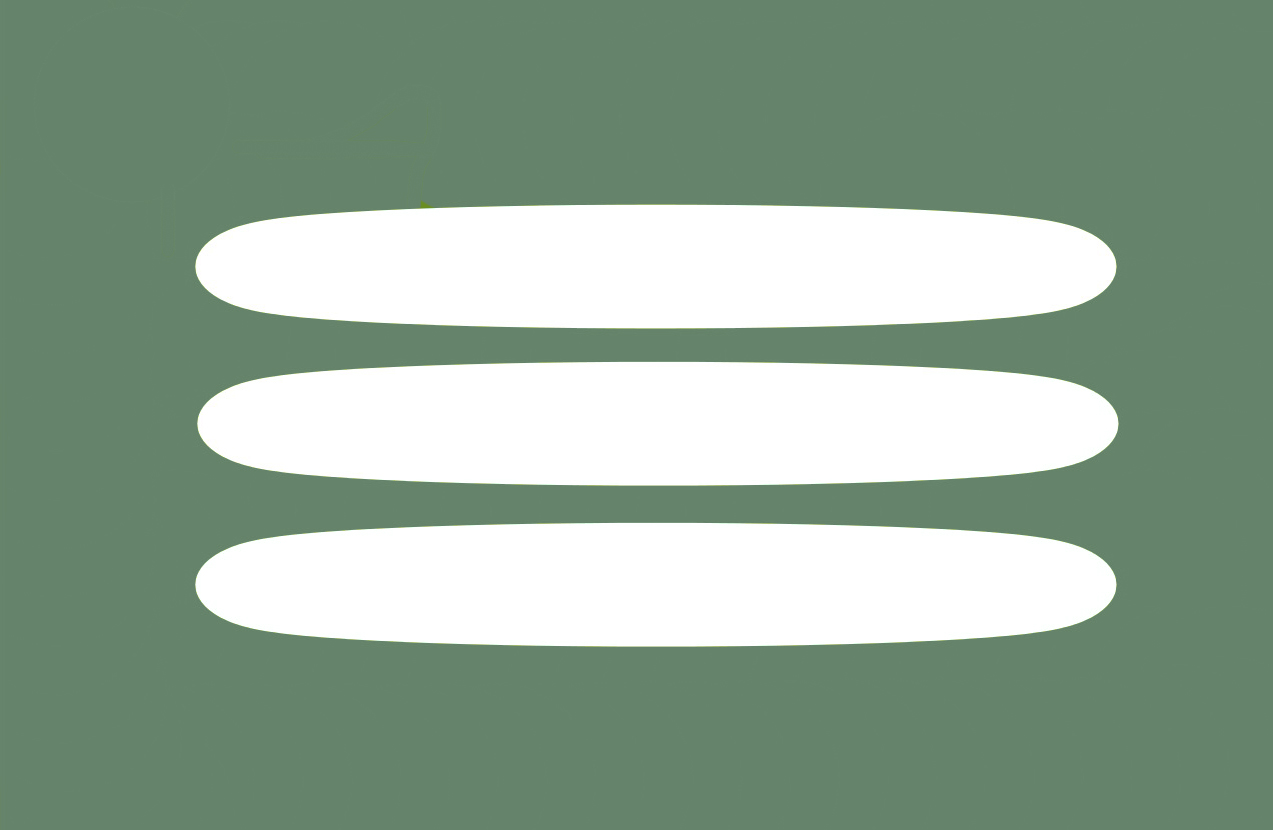
Тактический знак 45-й гвардейской танковой бригады

Танки 45-й гвардейской танковой бригады имели в качестве отличительного знака три короткие белые полосы-«шевроны» прямоугольной формы и ромб, в верхнем углу которого указывался цифровой номер бригады, а в нижнем — тактический номер машины.

## Участие в боевых действиях
Период вхождения в действующую армию: 30 ноября 1943 года — 6 сентября 1944 года; 22 ноября 1944 года — 9 мая 1945 года.
Бригада после боёв по уничтожению Гдынской группировки противника, совершила своим ходом 400-т километровый марш и сосредоточилась в районе города Хаген для укомплектования.
Бой за Берлин бригада начала с плацдарма на западном берегу реки Одер из района Маншнов 16 апреля 1945 года в направлении Альт-Тухебанд. В течение трёх дней бригада вела тяжёлые бои за Дидерсдорф, Максдорф, Мюнхеберг.

## Состав
На 23 октября 1943 года:
- рота управления
- 1-й танковый батальон
- 2-й танковый батальон
- 3-й танковый батальон
- мотострелково-пулемётный батальон
- зенитно-пулемётная рота
- рота технического обеспечения

Директивой ГШ КА № орг/3/2232 от 30 ноября 1943 года переведена на штаты:
- Управление бригады (штат № 010/500)
- 1-й отдельный танковый батальон (штат № 010/501)
- 2-й отдельный танковый батальон (штат № 010/501)
- 3-й отдельный танковый батальон (штат № 010/501)
- Моторизованный батальон автоматчиков (штат № 010/502)
- Зенитно-пулемётная рота (штат № 010/503)
- Рота управления (штат № 010/504)
- Рота технического обеспечения (штат № 010/505)
- Медико-санитарный взвод (штат № 010/506)[7]

## В составе
| Подчинение     | Подчинение                           | Подчинение                     | Подчинение                       | Подчинение |
| Дата           | Фронт (округ)                        | Армия                          | Корпус                           | Примечания |
| -------------- | ------------------------------------ | ------------------------------ | -------------------------------- | ---------- |
| 1.11.1943 года | Резерв Верховного Главнокомандования | 1-я танковая армия             | 11-й гвардейский танковый корпус | -          |
| 1.12.1943 года | 1-й Украинский фронт                 | 1-я танковая армия             | 11-й гвардейский танковый корпус | -          |
| 1.01.1944 года | 1-й Украинский фронт                 | 1-я танковая армия             | 11-й гвардейский танковый корпус | -          |
| 1.02.1944 года | 1-й Украинский фронт                 | 1-я танковая армия             | 11-й гвардейский танковый корпус |            |
| 1.03.1944 года | 1-й Украинский фронт                 | 1-я танковая армия             | 11-й гвардейский танковый корпус | -          |
| 1.04.1944 года | 1-й Украинский фронт                 | 1-я танковая армия             | 11-й гвардейский танковый корпус | -          |
| 1.05.1944 года | 1-й Украинский фронт                 | 1-я гвардейская танковая армия | 11-й гвардейский танковый корпус | -          |
| 1.06.1944 года | 1-й Украинский фронт                 | 1-я гвардейская танковая армия | 11-й гвардейский танковый корпус | -          |
| 1.07.1944 года | 1-й Украинский фронт                 | 1-я гвардейская танковая армия | 11-й гвардейский танковый корпус | -          |
| 1.08.1944 года | 1-й Украинский фронт                 | 1-я гвардейская танковая армия | 11-й гвардейский танковый корпус | -          |
| 1.09.1944 года | 1-й Украинский фронт                 | 1-я гвардейская танковая армия | 11-й гвардейский танковый корпус | -          |
| 1.10.1944 года | Резерв Верховного Главнокомандования | 1-я гвардейская танковая армия | 11-й гвардейский танковый корпус | -          |
| 1.11.1944 года | Резерв Верховного Главнокомандования | 1-я гвардейская танковая армия | 11-й гвардейский танковый корпус | -          |
| 1.12.1944 года | 1-й Белорусский фронт                | 1-я гвардейская танковая армия | 11-й гвардейский танковый корпус | -          |
| 1.01.1945 года | 1-й Белорусский фронт                | 1-я гвардейская танковая армия | 11-й гвардейский танковый корпус | -          |
| 1.02.1945 года | 1-й Белорусский фронт                | 1-я гвардейская танковая армия | 11-й гвардейский танковый корпус | -          |
| 1.03.1945 года | 1-й Белорусский фронт                | 1-я гвардейская танковая армия | 11-й гвардейский танковый корпус | -          |
| 1.04.1945 года | 1-й Белорусский фронт                | 1-я гвардейская танковая армия | 11-й гвардейский танковый корпус | -          |
| 1.05.1945 года | 1-й Белорусский фронт                | 1-я гвардейская танковая армия | 11-й гвардейский танковый корпус | -          |

## Командование бригады

### Командир бригады
- Моргунов Николай Викторович (23.10.1943 — 07.07.1945), гвардии полковник[9][10]

### Заместители командира по строевой части
- Зырянов Михаил Иосифович (1944), гвардии подполковник;
- Горбунов Григорий Михайлович (1944 — 17.04.1945), гвардии подполковник, погиб в бою

### Начальники штаба бригады
- Попов-Введенский Владимир Николаевич (23.10.1943 — 25.11.1943), гвардии подполковник;
- Ищук Михаил Петрович (28.11.1943 — 07.07.1945), гвардии майор, гвардии подполковник[11]

### Начальники политотдела, заместители командира по политической части
- Рожин Григорий Кириллович (23.10.1943 — 04.01.1944), гвардии майор, гвардии подполковник;
- Корякин Анатолий Фёдорович (22.01.1944 — 28.01.1945), гвардии подполковник, гвардии полковник;
- Иофис Григорий Абрамович (28.01.1945 — 07.07.1945), гвардии майор, гвардии подполковник[12]

## Отличившиеся воины
11 воинов бригады были удостоены звания Героя Советского Союза, а один стал полным кавалером ордена Славы:
|  | Акиняев Егор Григорьевич     | командир танковой роты 3-го танкового батальона                                  | гвардии                                             | 31.05.1945                       |                                                                                       |
|  | Белоусько Иван Васильевич    | командир танковой роты 3-го танкового батальона                                  | гвардии                                             | 31.05.1945                       | погиб 28 апреля 1945 года во время боя на подступах к рейхстагу                       |
|  | Богданенко Григорий Иванович | механик-водитель танка Т-34 2-го танкового батальона                             | гвардии                                             | 26.04.1944                       |                                                                                       |
|  | Гинтовт Витольд Михайлович   | механик-водитель танка Т-34 1-го танкового батальона                             | гвардии                                             | 24.04.1944                       |                                                                                       |
|  | Корюкин Геннадий Петрович    | командир танковой роты 1-го танкового батальона                                  | Лейтенант Бронетанковых войск Красной Армии         | 26.04.1944                       | погиб участвуя в наступлении в ходе Львовско-Сандомирской операции, 27 июля 1944 года |
|  | Кривенко Федосий Пимонович   | командир танка Т-34 1-го танкового батальона                                     | Младший лейтенант Бронетанковых войск Красной Армии | 26.04.1944                       |                                                                                       |
|  | Максаков Владимир Николаевич | командир танкового взвода танков Т-34 2-й танковой роты 2-го танкового батальона | Лейтенант Бронетанковых войск Красной Армии         | 24.03.1945                       |                                                                                       |
|  | Соколов Юрий Сергеевич       | командир танка Т-34 2-го танкового батальона                                     | Лейтенант Бронетанковых войск Красной Армии         | 24.04.1944                       |                                                                                       |
|  | Худяков Александр Алексеевич | механик-водитель танка 2-го танкового батальона                                  | гвардии                                             | 26.04.1944                       | погиб 6 апреля 1944 года                                                              |
|  | Чугунин Михаил Васильевич    | командир танка 1-го танкового батальона                                          | Младший лейтенант Бронетанковых войск Красной Армии | 26.04.1944                       |                                                                                       |
|  | Яркин Иван Петрович          | механик-водитель танка Т-34 1-го танкового батальона                             | гвардии                                             | 24.04.1944                       | погиб в разведке 6 января 1944 года, в районе села Зозов                              |
|  | Соловьёв Василий Захарович   | санитарный инструктор 2-го танкового батальона                                   | гвардии                                             | 21.06.1944 09.10.1944 31.05.1945 |                                                                                       |

## Танкисты-асы
| Ф. И.О                       | Должность                  | Звание                    | Победы | Типы танков     | Обстоятельства подвигов                                                                             |
| ---------------------------- | -------------------------- | ------------------------- | ------ | --------------- | --------------------------------------------------------------------------------------------------- |
| Гинтовт Витольд Михайлович   | механик-водитель танка     | гвардии старшина          | 25     | Т-34-76 Т-34-85 | Включая 4 тяжёлых танка «Тигр», 4 САУ, а также 27 орудий, 80 автомашин. Из них 6 танков в одном бою |
| Замула Михаил Кузьмич        | адъютант старший батальона | гвардии старший лейтенант | 22     | Т-34-85         | Включая 7 тяжёлых танков «Тигр», а также 5 САУ. Из них 5 танков в одном бою 8 июля 1943 года        |
| Максаков Владимир Николаевич | командир танкового взвода  | гвардии лейтенант         | 18     | Т-34            | Также несколько десятков орудий                                                                     |
| Яркин Иван Петрович          | механик-водитель танка     | гвардии старшина          | 18     | Т-34-76 Т-34-85 | За 25 дней боёв в декабре 1943 — январе 1944 года. Из них — 3 тяжёлых танка «Тигр»                  |
| Соколов Юрий Сергеевич       | командир танковой роты     | гвардии старший лейтенант | 10     | Т-34-76         | Из них 1 танк и 9 штурмовых орудий. Также 3 БТР, 2 дзота, не менее 2 ПТО                            |

## Награды и наименования
| Награда (наименование)                      | Дата награждения                                                                  | За что получена |
| ------------------------------------------- | --------------------------------------------------------------------------------- | --- |
| Почётное звание «Гвардейская»               | присвоено приказом Народного комиссара обороны СССР № 306 от 23 октября 1943 года | При преобразовании в составе 11-го гвардейского танкового корпуса «за образцовое выполнение боевых задач, за героизм и отвагу, стойкость и мужество личного состава в боях с немецко-фашистскими захватчиками»                                                                                                   |
| Почётное наименование «Гусятинская»         | присвоено приказом Верховного главнокомандующего № 078 от 3 апреля 1944 года      | в ознаменование одержанной победы и отличия в боях за освобождение города Гусятин |
| Орден Ленина                                | награждена указом Президиума Верховного Совета СССР от 26 апреля 1945 года        | за образцовое выполнение заданий командования в боях с немецкими захватчиками при прорыве обороны немцев восточнее города Штаргард и овладении городами Бервальде, Темпельбург, Фалькенбург, Драмбург, Вангерин, Лабес, Фрайенвальде, Шифельбайн, Регенвальде, Керлин и проявленные при этом доблесть и мужество |
| Орден Красного Знамени № 107051             | награждена указом Президиума Верховного Совета СССР от 10 августа 1944 года       | за образцовое выполнение заданий командования в боях с немецкими захватчиками, за овладение городами Перемышль и Ярослав и проявленные при этом доблесть и мужество |
| Орден Суворова II степени № 911             | награждена указом Президиума Верховного Совета СССР от 18 апреля 1944 года        | за образцовое выполнение заданий командования в боях с немецкими захватчиками в предгорьях Карпат, выход на нашу юго-западную государственную границу и проявленные при этом доблесть и мужество |
| Орден Богдана Хмельницкого II степени № 155 | награждена указом Президиума Верховного Совета СССР от 8 апреля 1944 года         | за образцовое выполнение заданий командования в боях за освобождение города Черновиц и проявленные при этом доблесть и мужество |

Бригада является одной из 33-х гвардейских танковых бригад, особо отличившиеся в период Великой Отечественной войны 1941—1945 годов и заслуживших шесть и более наград и отличий.

## Послевоенная история
10 июня 1945 года, в соответствии с директивой Ставки Верховного Главнокомандования № 11095 от 29 мая 1945 года, 45-я гвардейская танковая бригада, в составе 11-го гвардейского танкового корпуса вошла в Группу советских оккупационных войск в Германии.
7 июля 1945 года, на основании приказа НКО СССР № 0013 от 10 июня 1945 года, директивы Генштаба КА № орг-4-85174с и согласно приказу 11-го гвардейского стрелкового корпуса от 7 июля 1945 года, 45-я гвардейская танковая бригада была преобразована в 45-й гвардейский танковый полк (в/ч 29463) по штату № 10/571, с сохранением всех наград и почётных наименований который вошёл в состав 11-й гвардейской танковой дивизии 1-й гвардейской танковой армии. С 13 июля 1945 года полк дислоцировался в городе Каменц (Германия).
В 1957 году 45-й гвардейский танковый полк вошёл в 27-ю гвардейскую танковую дивизию (с 1965 года 79-я гвардейская танковая Запорожская ордена Ленина Краснознамённая орденов Суворова и Богдана Хмельницкого дивизия).
На начало 1991 года — 45-й гвардейский танковый Гусятинский ордена Ленина Краснознамённый орденов Суворова и Богдана Хмельницкого полк — Веймар, в/ч 58737, позывной — «Вырубщик».
Вооружение на 1991 год: 97 — Т-80, 56 — БМП (26 — БМП-2, 28 — БМП-1, 2 — БРМ-1К), 5 — БТР-60, 18 — Д-30, 6 — 2С12 «Сани», 3 — БМП-1КШ, 3 — ПРП-3 ПРП-4; 3 — РХМ, 3 — 1В18, 1 — 1В19, 1 — Р-145БМ, 2 — ПУ-12, 3 — МТ-55А, 9 — МТ-ЛБ.
В 1992 году 79-я гвардейская танковая дивизия была выведена в город Самарканд (Узбекистан) и расформирована. Одним из первых, в марте 1992 года был расформирован и 45-й гвардейский танковый полк, 23 февраля в Веймаре состоялось торжественное прощание со знаменем части.